# Осми сазив Народне скупштине Републике Србије
Осми сазив Народне скупштине Републике Србије конституисан је 11. јуна 2008. године.
Посланици у овај сазив изабрани су на ванредним изборима одржаним 11. маја 2008. године. 
До избора председника Народне скупштине, њом је председавао Јован Кркобабић као најстарији посланик. За председницу Народне скупштине изабрана је 25. јуна 2008. Славица Ђукић-Дејановић. Потпредседници су били Наташа Јовановић (Српска радикална странка), Никола Новаковић (Г17+), Радојко Обрадовић (Демократска странка Србије), Гордана Чомић (Демократска странка), Божидар Делић (Српска радикална странка) и Јудита Поповић (Либерално-демократска партија).

## Расподела мандата
Скупштинску већину су чинили ЗЕС, Г17+, СПС-ЈС, ПУПС, којој су се редовно прикључивали и представници националних мањина, а некад и ЛДП.
| Посланички клубови                                                                                               | места | партије                                     | места |
| --- | ----- | ------------------------------------------- | ----- |
| За европску Србију Председник: Нада Колунџија Потпредседник: Алексанра Јерков                                    | 78    | Демократска странка (ДС)                    | 64    |
| За европску Србију Председник: Нада Колунџија Потпредседник: Алексанра Јерков                                    | 78    | Демократски савез Хрвата у Војводини (ДСХВ) | 1     |
| За европску Србију Председник: Нада Колунџија Потпредседник: Алексанра Јерков                                    | 78    | Санџачка демократска партија (СДП)          | 4     |
| За европску Србију Председник: Нада Колунџија Потпредседник: Алексанра Јерков                                    | 78    | Лига социјалдемократа Војводине (ЛСВ)       | 5     |
| За европску Србију Председник: Нада Колунџија Потпредседник: Алексанра Јерков                                    | 78    | Српски покрет обнове (СПО)                  | 4     |
| Српска радикална странка Председник: Драган Тодоровић Потпредседник: Александар Мартиновић                       | 57    | Српска радикална странка (СРС)              | 57    |
| Г17 плус Председник: Сузана Грубјешић Потпредседник: Влајко Сенић                                                | 24    | Г17 плус (Г17+)                             | 21    |
| Г17 плус Председник: Сузана Грубјешић Потпредседник: Влајко Сенић                                                | 24    | Заједно за Шумадију (ЗЗШ)                   | 2     |
| Г17 плус Председник: Сузана Грубјешић Потпредседник: Влајко Сенић                                                | 24    | независан (инвалиди)                        | 1     |
| Напред Србијо Председник: Томислав Николић Потпредседник: Јоргованка Табаковић                                   | 21    | Српска напредна странка (СНС)               | 20    |
| Напред Србијо Председник: Томислав Николић Потпредседник: Јоргованка Табаковић                                   | 21    | народни посланик Драган Шормаз              | 1     |
| Демократска странка Србије - Војислав Коштуница Председник: Милош Алигрудић Потпредседник: Радојко Обрадовић     | 20    | Демократска странка Србије (ДСС)            | 20    |
| Социјалистичка партија Србије - Јединствена Србија Председник: Бранко Ружић Потпредседник: Драган Марковић Палма | 15    | Социјалистичка партија Србије (СПС)         | 11    |
| Социјалистичка партија Србије - Јединствена Србија Председник: Бранко Ружић Потпредседник: Драган Марковић Палма | 15    | Покрет ветерана Србије (ПВС)                | 1     |
| Социјалистичка партија Србије - Јединствена Србија Председник: Бранко Ружић Потпредседник: Драган Марковић Палма | 15    | Јединствена Србија (ЈС)                     | 3     |
| Либерално демократска партија Председник: Чедомир Јовановић Потпредседник: Ненад Милић                           | 12    | Либерално демократска партија (ЛДП)         | 11    |
| Либерално демократска партија Председник: Чедомир Јовановић Потпредседник: Ненад Милић                           | 12    | Социјалдемократска унија (СДУ)              | 1     |
| Нова Србија Председник: Велимир Илић Потпредседник: Мирослав Маркићевић                                          | 9     | Нова Србија (НС)                            | 9     |
| Мањине Председник: Балинт Пастор Потпредседник: Бајрам Омерагић                                                  | 7     | Савез војвођанских Мађара (СВМ)             | 4     |
| Мањине Председник: Балинт Пастор Потпредседник: Бајрам Омерагић                                                  | 7     | Странка демократске акције Санџака (СДА С)  | 1     |
| Мањине Председник: Балинт Пастор Потпредседник: Бајрам Омерагић                                                  | 7     | Бошњачка демократска странка Санџака (БДСС) | 1     |
| Мањине Председник: Балинт Пастор Потпредседник: Бајрам Омерагић                                                  | 7     | Партија за демократско деловање (ПЗДД)      | 1     |
| Партија уједињених пензионера Србије - ПУПС Председник: Момо Чолаковић Потпредседник: Константин Арсеновић       | 5     | Партија уједињених пензионера Србије (ПУПС) | 5     |
| - | -     | Демохришћанска странка Србије (ДХСС)        | 1     |
| - | -     | Демократска левица Рома (ДЛР)               | 1     |

## Народни посланици
Осми сазив чини 250 народних посланика:
| Презиме и име                   | Посланичка група                                   | Странка             |
| ------------------------------- | -------------------------------------------------- | ------------------- |
| Милан Аврамовић                 | Српска радикална странка                           | СРС                 |
| Борјан Агатоновић               | За европску Србију                                 | ДС                  |
| Борис Алексић                   | Српска радикална странка                           | СРС                 |
| Милош Алигрудић                 | Демократска странка Србије - Војислав Коштуница    | ДСС                 |
| Иван Андрић                     | Либерално-демократска партија                      | ЛДП                 |
| Зоран Антић                     | Напред Србијо                                      | СРС                 |
| Константин Арсеновић            | Партија уједињених пензионера Србије - ПУПС        | ПУПС                |
| Верољуб Арсић                   | Напред Србијо                                      | СРС                 |
| Драган Аћимовић                 | Српска радикална странка                           | СРС                 |
| Зоран Бабић                     | Напред Србијо                                      | СРС                 |
| Душан Бајатовић                 | Социјалистичка партија Србије - Јединствена Србија | СПС                 |
| Донка Бановић                   | Демократска странка Србије - Војислав Коштуница    | ДСС                 |
| Владан Батић                    | самостални посланик                                | ДХСС                |
| Игор Бечић                      | Напред Србијо                                      | СРС                 |
| Драгослав Божовић               | За европску Србију                                 | ДС                  |
| Зоран Бортић                    | Социјалистичка партија Србије - Јединствена Србија | СПС                 |
| Жељко Брестовачки               | За европску Србију                                 | ДС                  |
| Јелена Будимировић              | Напред Србијо                                      | СРС                 |
| Милорад Буха                    | Српска радикална странка                           | СРС                 |
| Ласло Варга                     | Посланичка група мањина                            | СВМ                 |
| Јанко Веселиновић               | За европску Србију                                 | ДС                  |
| Милан Веселиновић               | Српска радикална странка                           | СРС                 |
| Маја Виденовић                  | За европску Србију                                 | ДС                  |
| Александар Влаховић             | За европску Србију                                 | ДС                  |
| Милица Војић-Марковић           | Демократска странка Србије - Војислав Коштуница    | ДСС                 |
| Лидија Вукићевић                | Српска радикална странка                           | СРС                 |
| Јадранко Вуковић                | Српска радикална странка                           | СРС                 |
| Симо Вуковић                    | Г17 плус                                           | Г17+                |
| Слободан Вуковић                | Српска радикална странка                           | СРС                 |
| Милан Вучковић                  | За европску Србију                                 | ДС                  |
| Наташа Вучковић                 | За европску Србију                                 | ДС                  |
| Слободан Гојковић               | За европску Србију                                 | ДС                  |
| Жика Гојковић                   | За европску Србију                                 | СПО                 |
| Сузана Грубјешић                | Г17 плус                                           | Г17+                |
| Младен Грујић                   | Нова Србија                                        | НС                  |
| Јован Дамјановић                | самостални посланик                                | ДЛР                 |
| Драги Дамњановић                | Г17 плус                                           | Г17+                |
| Божидар Делић                   | Српска радикална странка                           | СРС                 |
| Милан Димитријевић              | Демократска странка Србије - Војислав Коштуница    | ДСС                 |
| Лидија Димитријевић             | Српска радикална странка                           | СРС                 |
| Вук Динчић                      | За европску Србију                                 | ДС                  |
| Момчило Дувњак                  | Српска радикална странка                           | СРС                 |
| Саша Дујовић                    | Социјалистичка партија Србије - Јединствена Србија | ПВС                 |
| Злата Ђерић                     | Нова Србија                                        | НС                  |
| Бранимир Ђокић                  | Српска радикална странка                           | СРС                 |
| Драгиша Ђоковић                 | За европску Србију                                 | ДС                  |
| Славица Ђукић-Дејановић         | Социјалистичка партија Србије - Јединствена Србија | СПС                 |
| Арсен Ђурић                     | Демократска странка Србије - Војислав Коштуница    | ДСС                 |
| Марко Ђуришић                   | За европску Србију                                 | ДС                  |
| Србољуб Живановић               | Српска радикална странка                           | СРС                 |
| Драган Живков                   | Српска радикална странка                           | СРС                 |
| Анико Жирош-Јанкелић            | За европску Србију                                 | ДС                  |
| Виорел Жура                     | Г17 плус                                           | Г17+                |
| Никола Жутић                    | Српска радикална странка                           | СРС                 |
| Стефан Занков                   | Напред Србијо                                      | СРС                 |
| Љиљана Здравковић               | За европску Србију                                 | ДС                  |
| Небојша Здравковић              | Г17 плус                                           | Г17+                |
| Жељко Ивањи                     | Г17 плус                                           | Г17+                |
| Александра Илић                 | Нова Србија                                        | НС                  |
| Велимир Илић                    | Нова Србија                                        | НС                  |
| Владимир Илић                   | Г17 плус                                           | Г17+                |
| Миле Илић                       | Социјалистичка партија Србије - Јединствена Србија | СПС                 |
| Радиша Илић                     | Српска радикална странка                           | СРС                 |
| Александар Јанковић             | За европску Србију                                 | ДС                  |
| Александра Јанковић             | Нова Србија                                        | НС                  |
| Милош Јевтић                    | За европску Србију                                 | ДС                  |
| Милутин Јеличић                 | Нова Србија                                        | НС                  |
| Владан Јеремић                  | Српска радикална странка                           | СРС                 |
| Александра Јерков               | За европску Србију                                 | ЛСВ                 |
| Бранислав Јовановић             | Г17 плус                                           | Г17+                |
| Иван Јовановић                  | За европску Србију                                 | ДС                  |
| Наташа Јовановић                | Српска радикална странка                           | СРС                 |
| Чедомир Јовановић               | Либерално-демократска партија                      | ЛДП                 |
| Јовишић Јадранка                | За европску Србију                                 | ДС                  |
| Петар Јојић                     | Српска радикална странка                           | СРС                 |
| Радица Јоцић                    | Српска радикална странка                           | СРС                 |
| Александар Југовић              | За европску Србију                                 | СПО                 |
| Бранка Каравидић                | За европску Србију                                 | ДС                  |
| Зоран Касаловић                 | Социјалистичка партија Србије - Јединствена Србија | СПС                 |
| Ото Кишмартон                   | Напред Србијо                                      | СРС                 |
| Милан Кнежевић                  | Напред Србијо                                      | СРС                 |
| Елвира Ковач                    | Посланичка група мањина                            | СВМ                 |
| Нада Колунџија                  | За европску Србију                                 | ДС                  |
| Ненад Константиновић            | За европску Србију                                 | ДС                  |
| Жарко Кораћ                     | Либерално-демократска партија                      | СДУ                 |
| Бојан Костреш                   | За европску Србију                                 | ЛСВ                 |
| Љубомир Краговић                | Српска радикална странка                           | СРС                 |
| Зоран Красић                    | Српска радикална странка                           | СРС                 |
| Никола Крпић                    | Партија уједињених пензионера Србије - ПУПС        | ПУПС                |
| Милорад Крстин                  | Српска радикална странка                           | СРС                 |
| Петар Кунтић                    | За европску Србију                                 | ДСХВ                |
| Никола Лазић                    | Демократска странка Србије - Војислав Коштуница    | ДСС                 |
| Милан Лапчевић                  | Демократска странка Србије - Војислав Коштуница    | ДСС                 |
| Маја Лаушевић                   | За европску Србију                                 | ДС                  |
| Даниела Ловрин-Гавриловић       | За европску Србију                                 | ДС                  |
| Габор Лоди                      | За европску Србију                                 | ДС                  |
| Бранка Љиљак                    | За европску Србију                                 | ДС                  |
| Томислав Љубеновић              | Српска радикална странка                           | СРС                 |
| Јон Магда                       | За европску Србију                                 | ДС                  |
| Саша Максимовић                 | Напред Србијо                                      | СРС                 |
| Слободан Мараш                  | Либерално-демократска партија                      | ЛДП                 |
| Мирослав Маринковић             | За европску Србију                                 | ДС                  |
| Весна Марић                     | Српска радикална странка                           | СРС                 |
| Душан Марић                     | Српска радикална странка                           | СРС                 |
| Весна Марјановић                | За европску Србију                                 | ДС                  |
| Мирослав Маркићевић             | Нова Србија                                        | НС                  |
| Драган Марковић Палма           | Социјалистичка партија Србије - Јединствена Србија | ЈС                  |
| Момир Марковић                  | Српска радикална странка                           | СРС                 |
| Александар Мартиновић           | Српска радикална странка                           | СРС                 |
| Мирослав Мартић                 | За европску Србију                                 | ДС                  |
| Павел Марчок                    | За европску Србију                                 | ДС                  |
| Зоран Машић                     | Напред Србијо                                      | СРС                 |
| Слађан Мијаљевић                | Српска радикална странка                           | СРС                 |
| Предраг Мијатовић               | Напред Србијо                                      | СРС                 |
| Срђан Миковић                   | За европску Србију                                 | ДС                  |
| Љиљана Миладиновић              | Напред Србијо                                      | СРС                 |
| Саша Миленић                    | Г17 плус                                           | ЗЗШ                 |
| Марко Миленковић                | Српска радикална странка                           | СРС                 |
| Владимир Милентијевић           | Демократска странка Србије - Војислав Коштуница    | ДСС                 |
| Срђан Миливојевић               | За европску Србију                                 | ДС                  |
| Душан Милисављевић              | За европску Србију                                 | ДС                  |
| Смиљана Милисављевић            | За европску Србију                                 | ДС                  |
| Ненад Милић                     | Либерално-демократска партија                      | ЛДП                 |
| Ђорђе Милићевић                 | Социјалистичка партија Србије - Јединствена Србија | СПС                 |
| Радослав Миловановић            | За европску Србију                                 | ДС                  |
| Влада Милојковић                | Српска радикална странка                           | СРС                 |
| Јасмина Милошевић               | Социјалистичка партија Србије - Јединствена Србија | ЈС                  |
| Коста Милошевић                 | За европску Србију                                 | ДС                  |
| Милена Милошевић                | За европску Србију                                 | ДС                  |
| Дејан Мировић                   | Српска радикална странка                           | СРС                 |
| Славољуб Митов                  | За европску Србију                                 | ДС                  |
| Бранислав Митровић              | Г17 плус                                           | Г17+                |
| Наташа Мићић                    | Либерално-демократска партија                      | ЛДП                 |
| Драгољуб Мићуновић              | За европску Србију                                 | ДС                  |
| Витомир Михајловић              | За европску Србију                                 | СДП                 |
| Горан Михајловић                | Српска радикална странка                           | СРС                 |
| Милетић Михајловић              | Социјалистичка партија Србије - Јединствена Србија | СПС                 |
| Огњен Михајловић                | Српска радикална странка                           | СРС                 |
| Бојан Младеновић                | Српска радикална странка                           | СРС                 |
| Горица Мојовић                  | За европску Србију                                 | ДС                  |
| Радослав Мојсиловић             | Нова Србија                                        | НС                  |
| Паја Момчилов                   | Српска радикална странка                           | СРС                 |
| Мирко Муњић                     | Српска радикална странка                           | СРС                 |
| Ђура Мученски                   | За европску Србију                                 | ДС                  |
| Јован Нешовић                   | Г17 плус                                           | Г17+                |
| Дејан Николић                   | За европску Србију                                 | ДС                  |
| Зоран Николић                   | Демократска странка Србије - Војислав Коштуница    | ДСС                 |
| Милан Ј. Николић                | Социјалистичка партија Србије - Јединствена Србија | СПС                 |
| Милан М. Николић                | Српска радикална странка                           | СРС                 |
| Тијана Николић                  | За европску Србију                                 | ДС                  |
| Томислав Николић                | Напред Србијо                                      | СРС                 |
| Никола Новаковић                | Г17 плус                                           | Г17+                |
| Радојко Обрадовић               | Демократска странка Србије - Војислав Коштуница    | ДСС                 |
| Бајрам Омерагић                 | Посланичка група мањина                            | СЛПС                |
| Мехо Омеровић                   | За европску Србију                                 | СДП                 |
| Зоран Остојић                   | Либерално-демократска партија                      | ЛДП                 |
| Јован Палалић                   | Демократска странка Србије - Војислав Коштуница    | ДСС                 |
| Олена Папуга                    | За европску Србију                                 | ЛСВ                 |
| Балинт Пастор                   | Посланичка група мањина                            | СВМ                 |
| Гордана Пауновић-Милосављевић   | Српска радикална странка                           | СРС                 |
| Мирослава Пејица                | Г17 плус                                           | Г17+                |
| Александар Пејчић               | Демократска странка Србије - Војислав Коштуница    | ДСС                 |
| Борислав Пелевић                | Напред Србијо                                      | СРС                 |
| Ђуро Перић                      | Партија уједињених пензионера Србије - ПУПС        | ПУПС                |
| Срето Перић                     | Српска радикална странка                           | СРС                 |
| Љубиша Петковић                 | Српска радикална странка                           | СРС                 |
| Мирослав Петковић               | Демократска странка Србије - Војислав Коштуница    | ДСС                 |
| Стојанка Петковић               | Г17 плус                                           | Г17+                |
| Зоран Петров                    | За европску Србију                                 | ДС                  |
| Петар Петровић                  | Социјалистичка партија Србије - Јединствена Србија | ЈС                  |
| Милисав Петронијевић            | Социјалистичка партија Србије - Јединствена Србија | СПС                 |
| Весна Пешић                     | Либерално-демократска партија                      | ЛДП                 |
| Жарко Пивац                     | За европску Србију                                 | ДС                  |
| Душанка Плећевић                | Српска радикална странка                           | СРС                 |
| Витомир Плужаревић              | Српска радикална странка                           | СРС                 |
| Гордана Поп-Лазић               | Српска радикална странка                           | СРС                 |
| Зоран Поповић                   | Српска радикална странка                           | СРС                 |
| Јудита Поповић                  | Либерално-демократска партија                      | ЛДП                 |
| Ненад Поповић                   | Демократска странка Србије - Војислав Коштуница    | ДСС                 |
| Милета Поскурица                | Напред Србијо                                      | СРС                 |
| Мунир Потурак                   | За европску Србију                                 | СДП                 |
| Добрислав Прелић                | Српска радикална странка                           | СРС                 |
| Ненад Прокић                    | Либерално-демократска партија                      | ЛДП                 |
| Михаило Пурић                   | За европску Србију                                 | ДС                  |
| Марина Рагуш                    | Српска радикална странка                           | СРС                 |
| Дејан Раденковић                | Социјалистичка партија Србије - Јединствена Србија | СПС                 |
| Вјерица Радета                  | Српска радикална странка                           | СРС                 |
| Гојко Радић                     | Напред Србијо                                      | СРС                 |
| Милован Радовановић             | Српска радикална странка                           | СРС                 |
| Радован Радовановић             | За европску Србију                                 | ЛСВ                 |
| Милица Радовић                  | Демократска странка Србије - Војислав Коштуница    | ДСС                 |
| Милош Радуловић                 | Демократска странка Србије - Војислав Коштуница    | ДСС                 |
| Гордана Рајков                  | Г17 плус                                           | нестраначка личност |
| Миљан Ранђеловић                | Г17 плус                                           | Г17+                |
| Небојша Ранђеловић              | Либерално-демократска партија                      | ЛДП                 |
| Влатко Ратковић                 | За европску Србију                                 | ДС                  |
| Бошко Ристић                    | За европску Србију                                 | ДС                  |
| Мићо Роговић                    | Напред Србијо                                      | СРС                 |
| Бранко Ружић                    | Социјалистичка партија Србије - Јединствена Србија | СПС                 |
| Никола Савић                    | Српска радикална странка                           | СРС                 |
| Слободан Самарџић               | Демократска странка Србије - Војислав Коштуница    | ДСС                 |
| Константин Самофалов            | За европску Србију                                 | ДС                  |
| Снежана Седлар                  | Г17 плус                                           | Г17+                |
| Влајко Сенић                    | Г17 плус                                           | Г17+                |
| Стевица Спајић                  | Г17 плус                                           | Г17+                |
| Срђан Спасојевић                | Нова Србија                                        | НС                  |
| Сулејман Спахо                  | Српска радикална странка                           | СРС                 |
| Славољуб Стајковић              | За европску Србију                                 | ДС                  |
| Синиша Стаменковић              | Партија уједињених пензионера Србије - ПУПС        | ПУПС                |
| Милан Станимировић              | За европску Србију                                 | ДС                  |
| Живојин Станковић               | За европску Србију                                 | ДС                  |
| Бојана Станојевић               | За европску Србију                                 | ДС                  |
| Верољуб Стевановић              | Г17 плус                                           | ЗЗШ                 |
| Драган Стевановић               | Српска радикална странка                           | СРС                 |
| Горан Стефановић                | За европску Србију                                 | ДС                  |
| Миодраг Стоиловић               | За европску Србију                                 | ДС                  |
| Светлана Стојаковић-Миловановић | За европску Србију                                 | ДС                  |
| Светлана Стојановић             | Демократска странка Србије - Војислав Коштуница    | ДСС                 |
| Филип Стојановић                | Српска радикална странка                           | СРС                 |
| Снежана Стојановић-Плавшић      | Г17 плус                                           | Г17+                |
| Јоргованка Табаковић            | Напред Србијо                                      | СРС                 |
| Драган Тодоровић                | Српска радикална странка                           | СРС                 |
| Марина Томан                    | Српска радикална странка                           | СРС                 |
| Жељко Томић                     | Демократска странка Србије - Војислав Коштуница    | ДСС                 |
| Тамаш Тот                       | За европску Србију                                 | ДС                  |
| Вучета Тошковић                 | Напред Србијо                                      | СРС                 |
| Јелена Травар-Миљевић           | Г17 плус                                           | Г17+                |
| Јелена Триван                   | За европску Србију                                 | ДС                  |
| Небојша Ћеран                   | За европску Србију                                 | ДС                  |
| Милан Урошевић                  | За европску Србију                                 | ДС                  |
| Арпад Фремонд                   | Посланичка група мањина                            | СВМ                 |
| Кенан Хајдаревић                | Либерално-демократска партија                      | ЛДП                 |
| Риза Халими                     | Посланичка група мањина                            | ПЗДД                |
| Шериф Хамзагић                  | Г17 плус                                           | Г17+                |
| Биљана Хосановић-Кораћ          | За европску Србију                                 | ДС                  |
| Драгомир Цимеша                 | За европску Србију                                 | ДС                  |
| Ненад Чанак                     | За европску Србију                                 | ЛСВ                 |
| Мирко Чикириз                   | За европску Србију                                 | СПО                 |
| Сава Чојчић                     | Г17 плус                                           | Г17+                |
| Момо Чолаковић                  | Партија уједињених пензионера Србије - ПУПС        | ПУПС                |
| Драган Чолић                    | Напред Србијо                                      | СРС                 |
| Гордана Чомић                   | За европску Србију                                 | ДС                  |
| Александар Чотрић               | За европску Србију                                 | СПО                 |
| Есад Џуџевић                    | Посланичка група мањина                            | БДСС                |
| Зоран Шами                      | Демократска странка Србије - Војислав Коштуница    | ДСС                 |
| Немања Шаровић                  | Српска радикална странка                           | СРС                 |
| Едип Шерифов                    | За европску Србију                                 | ДС                  |
| Бајрам Шеховић                  | За европску Србију                                 | СДП                 |
| Милан Шкрбић                    | Српска радикална странка                           | СРС                 |
| Драган Шормаз                   | Демократска странка Србије - Војислав Коштуница    | ДСС                 |